# استونیبروک (پنسیلوانیا)
استونیبروک (به انگلیسی: Stonybrook) یک منطقهٔ مسکونی در ایالات متحده آمریکا است که در شهرستان یورک، پنسیلوانیا واقع شده‌است. استونیبروک ۴٫۲ کیلومتر مربع مساحت و ۲٬۳۸۴ نفر جمعیت دارد.